# Isabeau de Bretagne
Ne doit pas être confondu avec son aïeule, Isabelle de Bretagne, fille de Jean V de Bretagne et de Jeanne de France, femme de Guy XIV de Laval.
 (août 2009).
Si vous disposez d'ouvrages ou d'articles de référence ou si vous connaissez des sites web de qualité traitant du thème abordé ici, merci de compléter l'article en donnant les références utiles à sa vérifiabilité et en les liant à la section « Notes et références ».
Isabeau de Bretagne (1478 ou 1481 - 24 août 1490), est la fille de François II de Bretagne et de Marguerite de Foix ; elle est la sœur d'Anne de Bretagne et héritière du duché après elle.

## Biographie
Elle vécut au château de Nantes. Elle a 8 ans quand sa mère Marguerite de Foix meurt. Elle a 10 ans quand son père meurt. Elle meurt en 1490 à l'âge de 12 ans d'une pneumonie[réf. nécessaire].
Elle fut fiancée à Jean d'Albret en 1481, mais il lui préféra Catherine, héritière de Navarre.